# Cycas lindstromii
Cycas lindstromii — вид голонасінних рослин класу саговникоподібні (Cycadopsida).
Етимологія: епітет вшановує Андерса Ліндстрема, ентузіаста саговникоподібних зі Стокгольма, Швеція, і (станом на 2002) куратора саговникоподібних у тропічному саду Нонг Нуч в Таїланді, який допомагав у початковому відкритті цього виду.

## Опис
Стовбури безстеблеві, 5–8 см діаметром у вузькому місці; 6–25 листків у кроні. Листки яскраво-зелені (жовтувато-зелені внизу), високоглянсові, завдовжки 40–100 см. Пилкові шишки веретеноподібні, жовті, 12–20 см, 4–5 см діаметром. Мегаспорофіли 8–17 см завдовжки, сіро-повстяні. Насіння яйцеподібне, 29–37 мм завдовжки, 20–33 мм завширшки; саркотеста помаранчева, не вкрита нальотом, товщиною 3,5–4 мм.

## Поширення, екологія
Країни поширення: В'єтнам. Трапляється від рівня моря до 30 м. Цей вид зростає на пасовищах і змішаних сухих відкритих диптерокарпових лісах або рідколіссях і на плоских ділянках при низьких висотах і поблизу узбережжя. Ґрунт глибокий і піщаний, поєднання змиву з кременистих гранітних пагорбів і прибережного дюнного піску.

## Загрози та охорона
Місцеві жителі в цій області широко збирають дикорослі рослини цього виду на продаж. Крім того, руйнування місць проживання через розчищення земель для сільськогосподарських цілей впливає на рослини.